# Okhmatdit
Okhmatdit (ucraïnès: Охматдит, acrònim d'охорона материнства та дитинства, "protecció de la maternitat i la infància") és un centre de diagnòstic i tractament multidisciplinari a Kíiv, Ucraïna. Ofereix atenció mèdica especialitzada i altament qualificada a la població infantil d'Ucraïna. És l'hospital infantil més gran del país.
Fins a 18.000 nens són tractats als 720 llits de l'hospital cada any, i uns 20.000 reben atenció d'emergència al centre de traumatologia de l'hospital. L'hospital realitza unes 7.000 operacions anuals. Els departaments realitzen tot tipus d'intervencions quirúrgiques excepte cirurgia cardíaca.

## Història
La història de l'Hospital Nacional Especialitzat Infantil OKHMATDIT va començar l'any 1894 quan es va obrir a Kíiv l'Hospital Lliure Cesarevych Mykola per a treballadors i pobres de la ciutat gràcies a la inversió del destacat empresari i filantrop Nicolai Teresxenco.

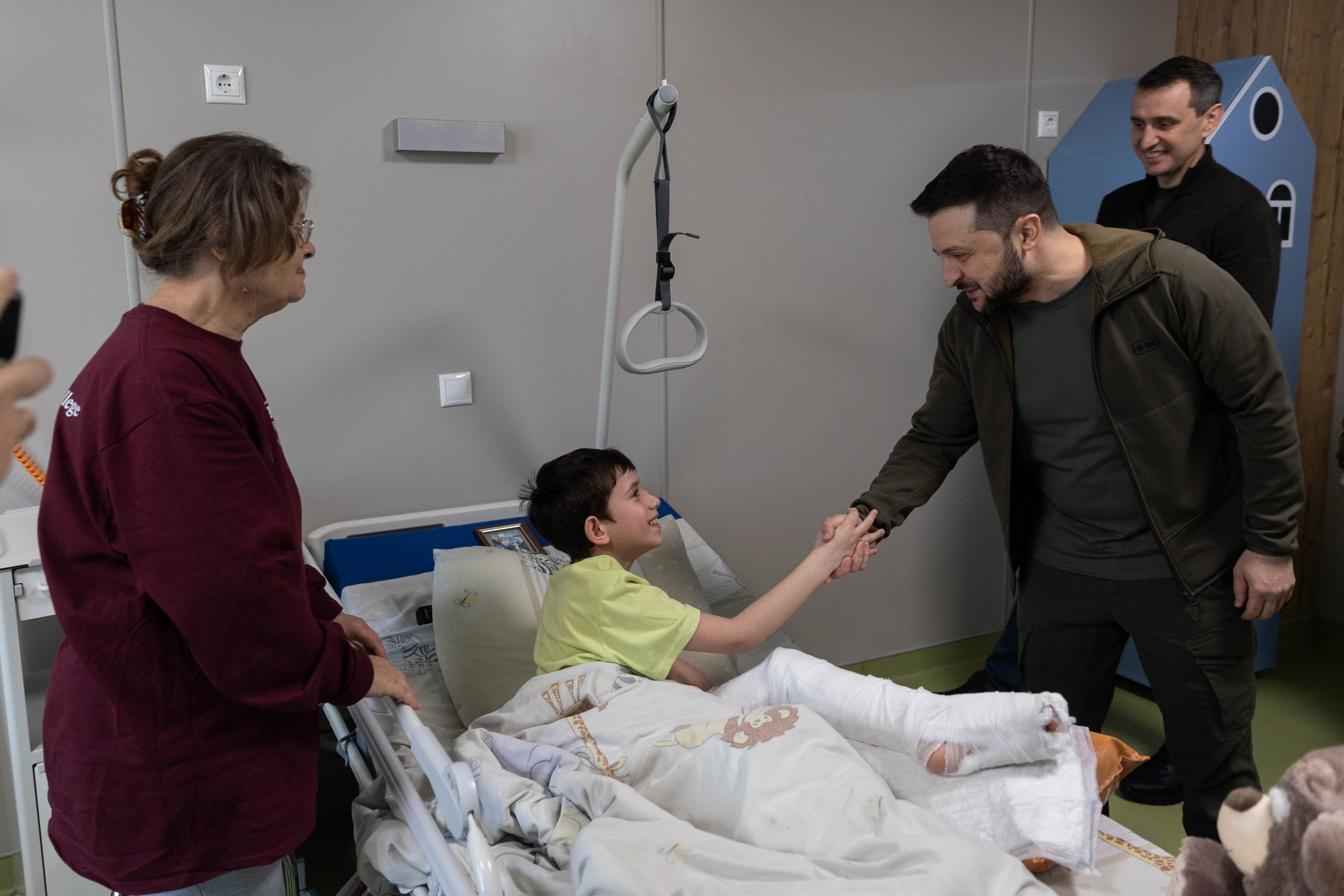
Volodímir Zelenski de visita a l'hospital l'abril de 2022.

Des de l'any 1998 hi funciona el Centre d'Oncohematologia Pediàtrica i Trasplantament de Medul·la òssia, oferint diagnòstic i tractament d'última generació de malalties oncohematològiques i trasplantaments de medul·la òssia als nens malalts. El treball actiu del Centre en l'estudi i l'adaptació de tecnologies estrangeres molt efectives en el tractament de la leucèmia i el limfoma infantil ha quintuplicat els resultats positius dels programes de quimioteràpia als departaments del Centre.
L'any 2002, l'hospital va començar a realitzar cirurgies laparoscòpiques i tractament quirúrgic de l'escoliosi mitjançant el sistema Bridge, així com l'ús de bioimplants en cirurgies de nounats. El centre ha començat a acollir víctimes amb politraumatisme. En els darrers anys, el nombre de nens malalts amb patologia quirúrgica complexa de diferents regions d'Ucraïna ha augmentat significativament, alguns dels quals van ser operats per primera vegada al seu lloc de residència, segons l'informe.
L'any 2011 es va iniciar la construcció de nous edificis hospitalaris. El desembre de 2017 es va posar en funcionament la primera etapa del complex renovat. El juliol de 2020 es va inaugurar la segona fase del nou edifici hospitalari.

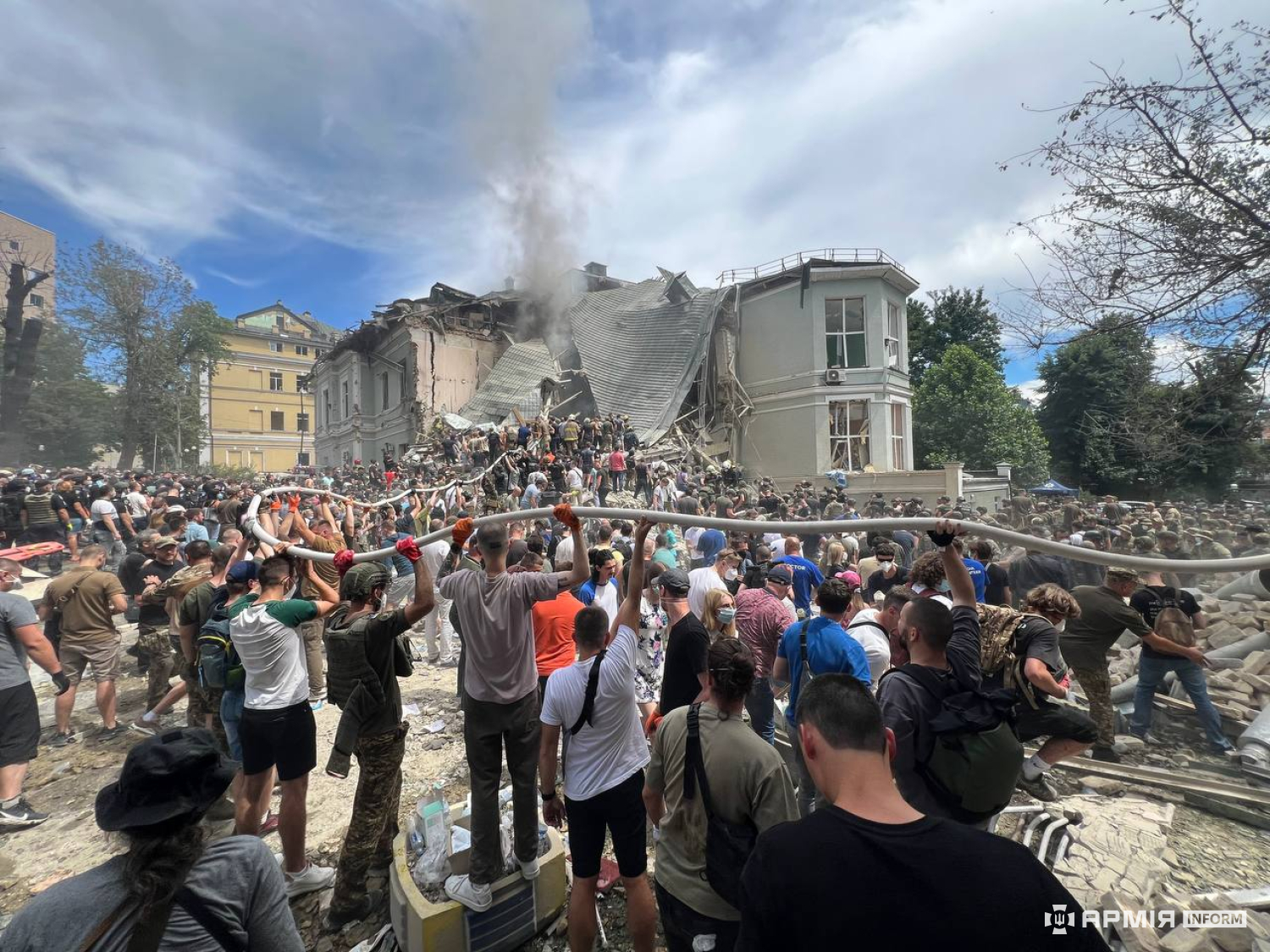
L'Okhmatdit danyat després d'un atac amb míssils el juliol del 2024.

### Assalt amb míssils russos
El 8 de juliol de 2024, les instal·lacions de l'hospital van patir un atac amb míssils russos de creuer Kh-101, i suposadament més del 60% de les instal·lacions van ser destruïdes.